# Suchá (Litomyšl)
Suchá je malá vesnice, část města Litomyšl v okrese Svitavy. Nachází se asi 3 km na severovýchod od Litomyšle. V roce 2009 zde bylo evidováno 47 adres. V roce 2001 zde trvale žilo 121 obyvatel.
Suchá leží v katastrálním území Záhraď o výměře 3,28 km2.

## Památky
- zemědělský dvůr Ovčín

## Další fotografie

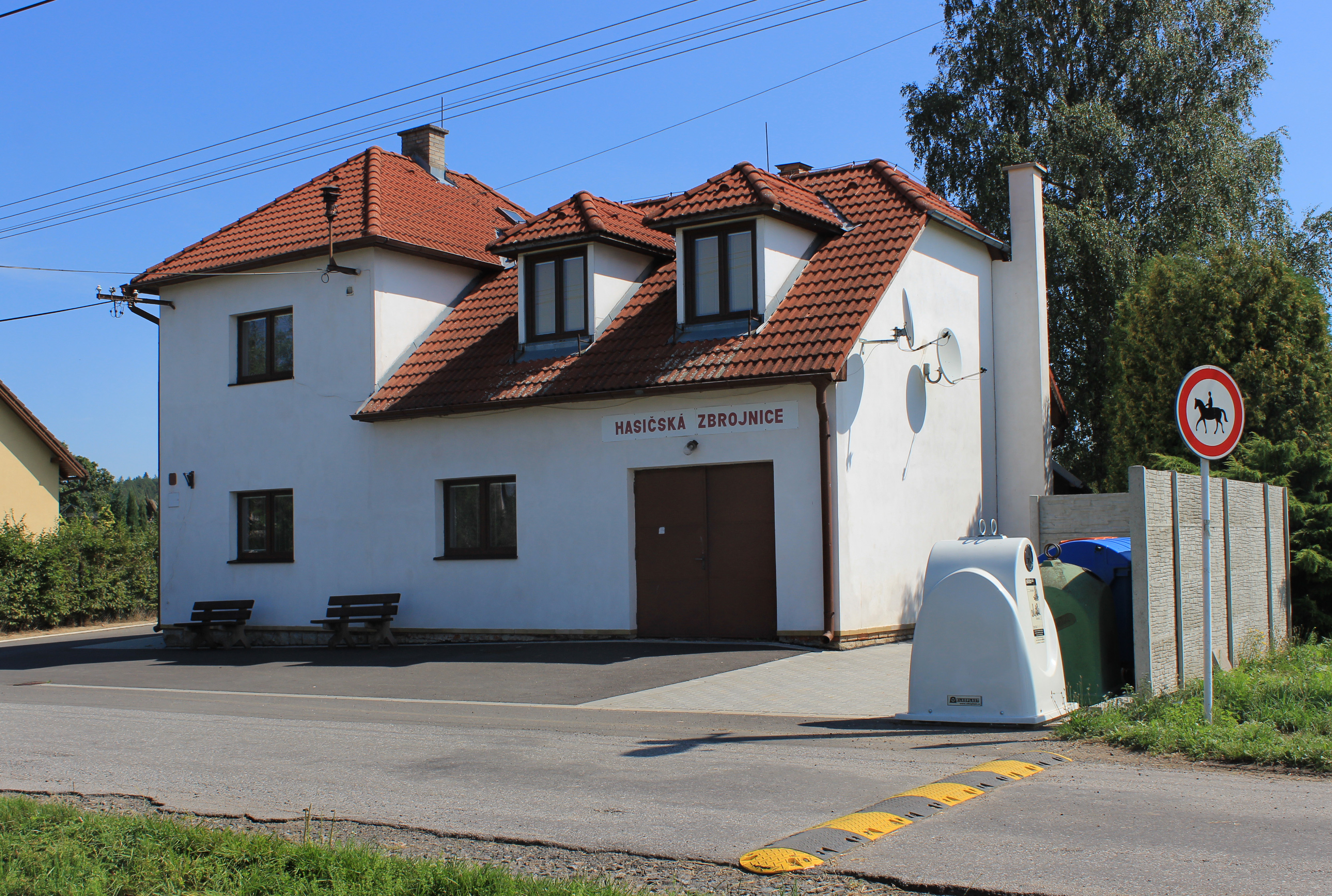
Hasičská zbrojnice
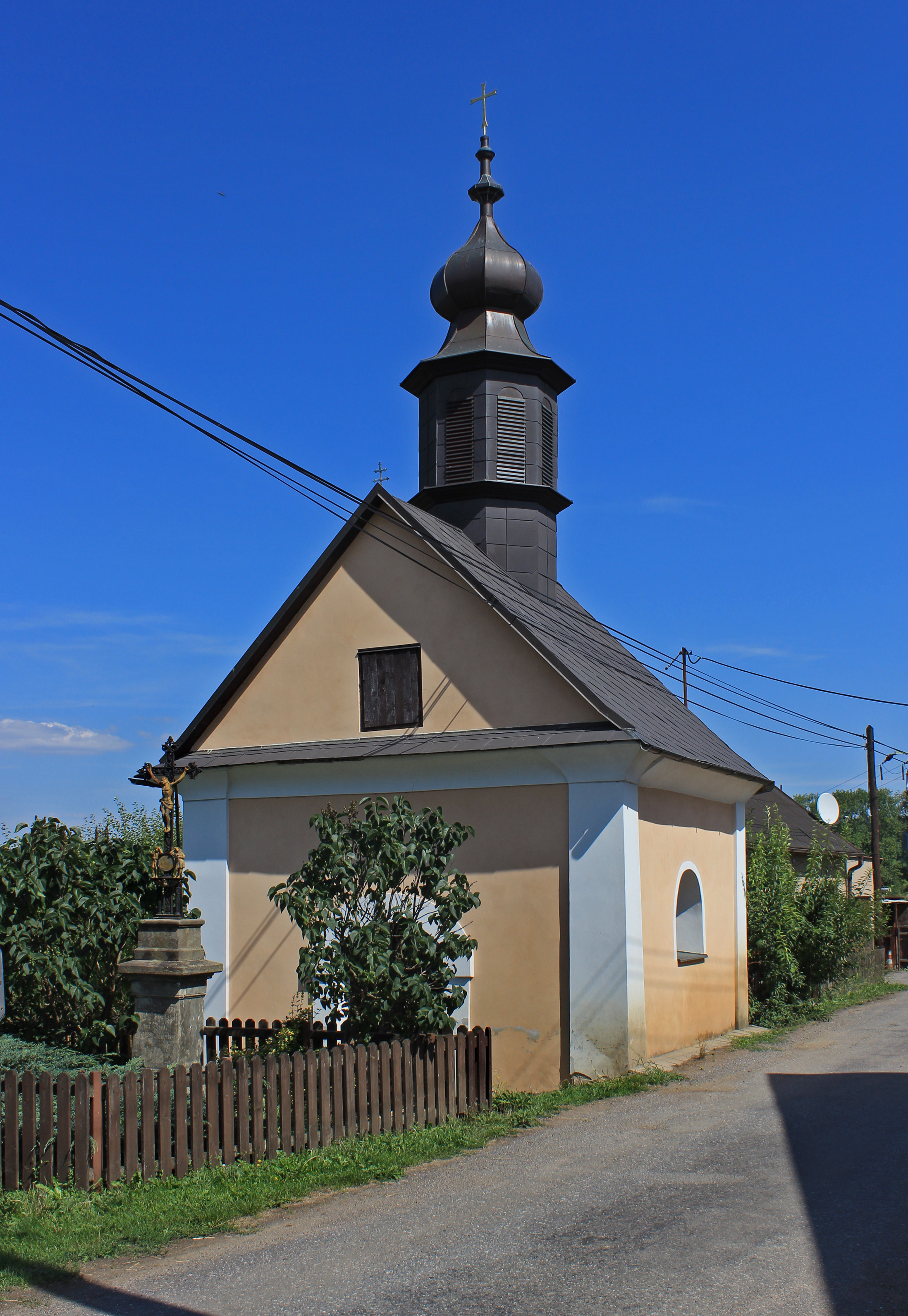
Kaple na konci vesnice
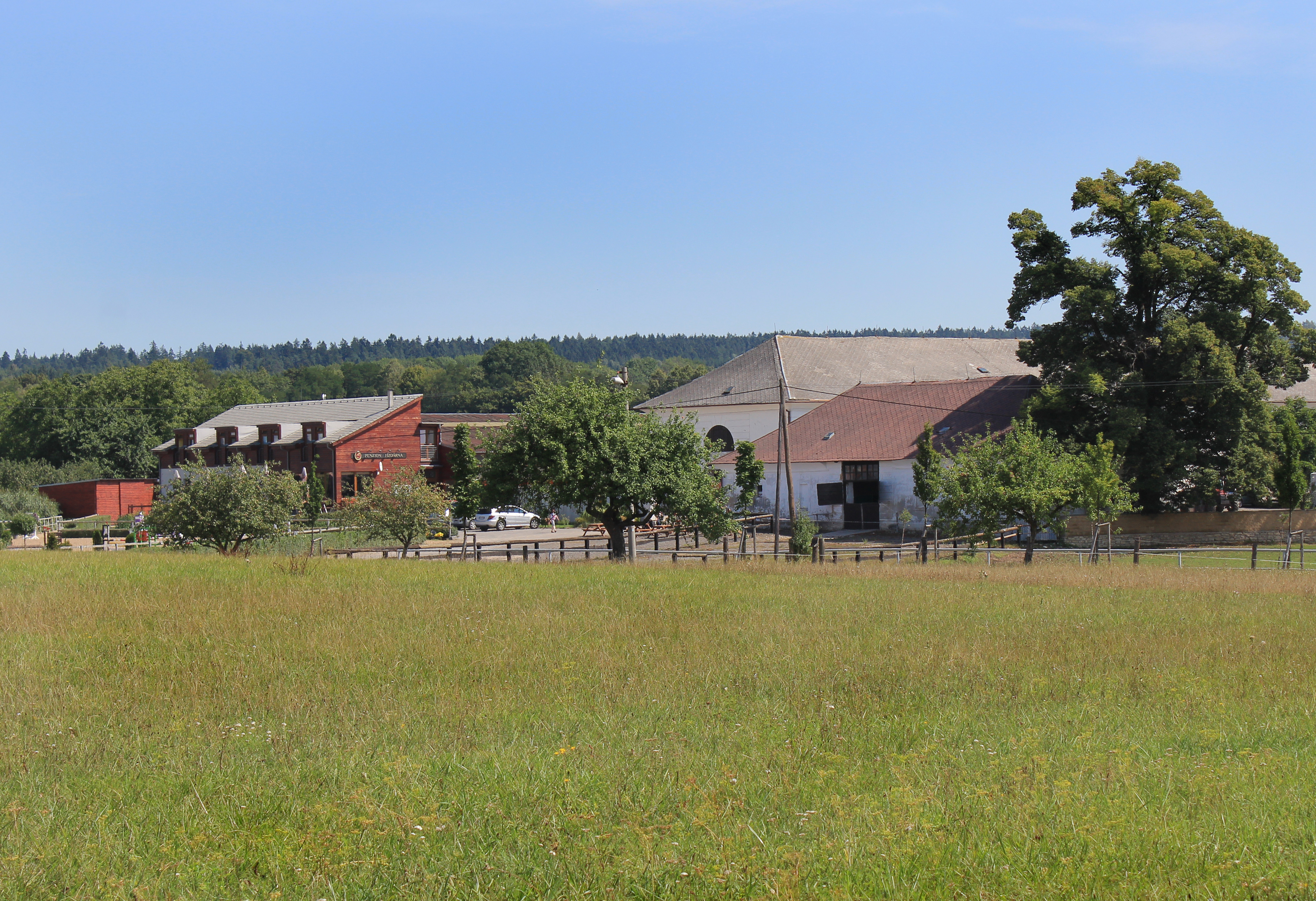
Jezdecký klub